# Tomás Ariño y Sancho
Tomás Ariño y Sancho (Camarillas, 1827-Madrid, 1882) fue un profesor español, catedrático de la Facultad de Ciencias de la Universidad Central y diputado a Cortes durante el sexenio democrático.

## Biografía
Nació en la localidad turolense de Camarillas el 2 de febrero de 1827. Siguió cursos de segunda enseñanza en las Escuelas Pías de Daroca, y pasó después a Valencia, en cuya universidad estudió física y matemáticas, hasta recibir los grados de licenciado en 1852, y de doctor en 1855, y además la Jurisprudencia, recibiendo el título de abogado en 1856. Siendo estudiante mostró ya sus aspiraciones al profesorado y vocación a la enseñanza: antes de concluir su carrera fue nombrado catedrático auxiliar del Instituto, y luego, profesor de la Escuela Industrial de aquella ciudad; en concurso público ganó plaza de ayudante del Observatorio Astronómico de Madrid. En 1862 ganó, también por oposición, la cátedra de Álgebra superior y Geometría Analítica de la misma universidad, en cuyas aulas había hecho sus estudios. En 1871 fue trasladado, en virtud de concurso, a la Universidad Central, para desempeñar la cátedra de Mecánica Racional, de la Facultad de Ciencias.
Fue autor de unas Lecciones de mecánica racional. Obtuvo la categoría de catedrático de término de la misma Facultad de Ciencias; en marzo, por último, de 1882, había sido nombrado, a propuesta de la Universidad de Madrid, inspector de instrucción pública de dicho distrito universitario. Ariño, que también se dedicó algún tiempo a la política, fue diputado en las segundas Cortes de 1872, como representante del distrito de Montalbán, y en ellas, y en 1873, afiliado al partido radical, pronunció discursos en la discusión de los presupuestos. Publicó también un Manual de mecánica popular, y otro de Mecánica aplicada de fluidos, además de numerosos estudios sobre el Cálculo de las probabilidades, Astronomía, Física, Máquinas y otros. Falleció en Madrid el 9 de septiembre de 1882, a los cincuenta y cinco años de edad.